# Конференция на ООН за търговия и развитие
Конференцията на ООН за търговия и развитие, УНКТАД или ЮНКТАД (на английски: UNCTAD, United Nations Conference on Trade and Development) е субсидиарен орган на Общото събрание на ООН. Седалището на ЮНКТАД се намира в Женева, Швейцария.
Създадена е през 1963 година поради нарастващите притеснения относно мястото на слаборазвитите държави в международната търговия. Голям брой от тях изискват провеждане на нарочна конференция за разглеждането на тези въпроси и намирането на решения. В резултат на тези преговори се провежда първата конференция на ООН за търговия и развитие. Предвид цикличния характер на световната икономика и огромния мащаб на проблемите, чиито решение се търси, се предвижда заседания на Конференцията да се провеждат веднъж на 4 години. В периода между сесиите постоянният Секретариат се натоварва със задачата да осигурява логистична и съдържателна поддръжка на междуправителствените срещи. Същевременно, за да постигнат по-висока ефективност в преследването на целите си, развиващите се държави основават и Групата на 77-те (Г-77), чиито членове понастоящем наброяват 131 държави.
През първата фаза на съществуването си ЮНКТАД се стреми да разшири влиянието си и поставя на дневен ред редица въпроси от жизнен интерес за развиващите се държави: създаване на Общата система за преференции през 1968 г., постигане на споразумения за стабилизиране на световните цени на стоки от голямо значение за страните от Г-77, приемане на конвенции и установяването на редица правила в международната търговия.
Като допълнение в този процес ЮНКТАД участва активно в работата на Организацията на обединените нации и най-вече в нейното Общо събрание и съдейства за установяване на списъка на най-слабо развитите държави още през 1971 г.
През 1980-те години възниква необходимост ЮНКТАД също да се адаптира към променените икономически и политически реалности – промяна от планово към пазарно мислене, либерализация и приватизация на държавните предприятия.
В резултат на този процес редица държави от третия свят натрупват големи държавни дългове и въпреки намесата на Световната банка и Международния валутен фонд повечето от тях не успяват да се възстановят бързо. В много случаи тези държави регистрират отрицателен темп на растеж и висока инфлация. Поради тази причина 1980-те години са известни като „изгубеното десетилетие“, особено в Латинска Америка.
С нарастването на взаимната зависимост в международната икономика ЮНКТАД се стреми да внесе повече конкретика в междуправителствения дебат, разширяване на обхвата на мерките за насърчаване на държавите от Третия свят, както и да участва активно в работата на Уругвайския раунд.
Понастоящем работата на ЮНКТАД се простира върху следните области: международна търговия, конкуренция и конкурентна политика, търговски преговори и търговска дипломация, изграждане на информационна база данни за развиващите се държави, опазване на околната среда, инвестиции, технологии и редица други програми.
Най-важните органи на ЮНКТАД са:
- Съветът по търговия и развитие,
- Секретариатът,
- Комисията по търговия със стоки и услуги и търговски артикули,
- Комисията по инвестициите, технологиите и свързаните с тях финансови въпроси,
- Комисията по предприемачество, улеснение на търговията и развитие и
- Комисията по науката и технологиите за развитие.